# Sistar
Sistar is een Zuid-Koreaans popgroep gevormd door Starship Entertainment. De groep bestaan uit 4 leden: Hyorin, Bora, Soyu en Dasom. Op 3 juni 2010 debuteerde de groep met de single "Push Push" en gaven zij hun eerste optreden in het KBS-muziekprogramma Music Bank. Hun eerste album getiteld So Cool brachten zij op 9 augustus 2011 uit.

## Biografie

### 2010: Debuut – Push Push, Shady Girl en How dare you.
Begin juni 2010 maakte de groep hun debuut met hun eerste single "Push Push". Voor het nummer werd ook een muziekvideo opgenomen en voor het eerst uitgezonden op 3 juni 2010. Hun eerste optreden was in het KBS-muziekprogramma Music Bank op 4 juni 2010. De single deed het aardig en bereikte de 9e plek op de Gaon Single hitlijst.
Op 25 augustus 2010 kwam de groep met hun tweede single "Shady Girl". Ook voor dit nummer werd een muziekvideo opgenomen, waarin Kim Heechul van de popgroep Super Junior te zien is. Deze single deed het beter dan hun debuutsingle en bereikte de 4e plek op de Gaon Single hitlijst.
De groep begon hierna ook internationaal meer bekendheid te krijgen. Op 14 september werd de groep gevraagd om in Japan tijdens het Hallyu Music Festival op te treden en op 10 oktober traden zij op in het Thaise programma Teen Superstar.
In november 2010 kwamen zij met hun derde single "How Dare You". Hoewel de muziekvideo op 23 november 2010 zou worden uitgegeven, werd dit uitgesteld in verband met de granaataanval op Yeonpyeong door Noord-Korea. De video werd alsnog uitgegeven op 3 december 2010. Hun derde single werd goed ontvangen en verscheen op verschillende hitlijsten op de 1e plek, maar kwam op de Gaon Single hitlijst tot de 2e plek.
Op 9 december 2010 woonde de groep de Golden Disk Awards bij. Hier ontvingen zij de nieuwkomersprijs. Op 17 december kregen zij hun eerste Music Bank prijs voor de single "How Dare You".

### 2011: Sistar19 en So Cool.
Op 27 april 2011 werd bekendgemaakt dat er een subgroep gevormd zal worden genaamd Sistar19 met de leden Hyorin en Bora. Hun debuutsingle "Ma Boy" werd uitgebracht op 3 mei 2011, de muziekvideo op 2 mei 2011. Hun debuutoptreden was in het muziekprogramma M! Countdown op 5 mei 2011. De single bereikte de 2e plek op de Gaon Single hitlijst.
Op 9 augustus 2011 bracht de groep hun eerste album So Cool. Het album bereikte de 10e plek op de Gaon Album hitlijst. Hun vierde single "So Cool", waarvan de muziekvideo uitgebracht werd op 9 augustus 2011, werd een hit. Het nummer bereikte op verschillende hitlijsten de nummer 1-plek, waaronder voor het eerst de Gaon Single hitlijst.
Op 11 september 2011 won de groep met het nummer "So Cool" hun eerste Mutizen Award in het SBS muziekprogramma Inkigayo.

### 2012: Alone en Loving U
In maart 2012 twitterde Soyu dat de groep hun comeback zou maken na een afwezigheid van bijna 8 maanden. In begin april 2012 werd bekendgemaakt dat hun comeback in 41 landen live zou worden uitgezonden.
Op 12 april 2012 bracht de groep hun minialbum Alone uit. Het album behaalde de 3e plek op de Gaon Album hitlijst. Hun vijfde single "Alone" werd ook een hit en bereikte de 1e plek op de Gaon Single hitlijst.
Op 11 Juni maakte Starship Entertainment bekend dat Sistar met een speciaal zomer minialbum zou komen. Op 28 juni 2012 bracht de groep hun tweede minialbum Loving U uit. De muziekvideo bij dit nummer is opgenomen op Hawaii.

### 2013: ABU TV Song Festival
Op 26 oktober 2013 vertegenwoordigde de groep Zuid-Korea op het ABU TV Song Festival.

## Albums
| Jaar | Albumgegevens                                                                  | Hoogste notering | Hoogste notering | Opmerkingen       |
| Jaar | Albumgegevens                                                                  | GAON Chart       | Oricon Chart     | Opmerkingen       |
| ---- | ------------------------------------------------------------------------------ | ---------------- | ---------------- | ----------------- |
| 2010 | So Cool - Verschijningsdatum: 09-08-2011 - Platenlabel: Starship Entertainment | 10               | -                | Koreaanse uitgave |

## Minialbums
| Jaar | Albumgegevens                                                                   | Hoogste notering | Hoogste notering | Opmerkingen       |
| Jaar | Albumgegevens                                                                   | GAON Chart       | Oricon Chart     | Opmerkingen       |
| ---- | ------------------------------------------------------------------------------- | ---------------- | ---------------- | ----------------- |
| 2012 | Alone - Verschijningsdatum: 12-04-2012 - Platenlabel: Starship Entertainment    | 3                | -                | Koreaanse uitgave |
| 2012 | Loving U - Verschijningsdatum: 28-06-2012 - Platenlabel: Starship Entertainment | 11               | -                | Koreaanse uitgave |

## Singles
| Jaar | Single                                | Hoogste Hitnotering | Hoogste Hitnotering | Hoogste Hitnotering | Hoogste Hitnotering | Hoogste Hitnotering | Hoogste Hitnotering | Album                      |
| Jaar | Single                                | GAON Chart          | Mnet Chart          | K Hot 100           | J Hot 100           | Oricon Chart        | VS Hot 100          | Album                      |
| ---- | ------------------------------------- | ------------------- | ------------------- | ------------------- | ------------------- | ------------------- | ------------------- | -------------------------- |
| 2010 | Push Push                             | 9                   | -                   | -                   | -                   | -                   | -                   | So Cool                    |
| 2010 | Shady Girl                            | 4                   | -                   | -                   | -                   | -                   | -                   | So Cool                    |
| 2010 | How Dare You                          | 2                   | -                   | -                   | -                   | -                   | -                   | So Cool                    |
| 2011 | My Boy (Sistar19)                     | 2                   | -                   | -                   | -                   | -                   | -                   | So Cool                    |
| 2011 | So Cool                               | 1                   | -                   | 1                   | -                   | -                   | -                   | So Cool                    |
| 2012 | Alone                                 | 1                   | -                   | 1                   | -                   | -                   | -                   | Alone                      |
| 2012 | Loving U                              | 4                   | -                   | 1                   | -                   | -                   | -                   | Loving U                   |
| 2013 | Gone Not Around Any Longer (Sistar19) | 1                   | -                   | 1                   | -                   | -                   | -                   | Gone Not Around Any Longer |

## Muziekvideo's
| Jaar | Titel                      | Officiële video op YouTube |
| ---- | -------------------------- | -------------------------- |
| 2010 | Push Push                  | kijken                     |
| 2010 | Chronos Soul               | kijken                     |
| 2010 | Shady Girl                 | kijken                     |
| 2010 | How Dare You               | kijken                     |
| 2011 | Ma Boy                     | kijken                     |
| 2011 | So Cool                    |                            |
| 2011 | Pink Romance               | kijken                     |
| 2012 | I Choose to Love You       |                            |
| 2012 | Alone                      |                            |
| 2012 | Loving U                   |                            |
| 2013 | Gone Not Around Any Longer | kijken                     |